# 루카스 레이바
루카스 페지니 레이바(포르투갈어: Lucas Pezzini Leiva, 1987년 1월 9일 ~ )는 브라질의 전 축구 선수로, 현역 시절 수비형 미드필더로 활약했다.

## 클럽 경력

### 은퇴
2022년 12월 프리시즌에 진행된 심장 건강 측정에서 심근에 상처가 있다는 진단을 받은 루카스 레이바는 2023년 3월 16일 주치의들에게 격한 운동을 하면 안 된다는 조언을 받아 3월 17일 현역 은퇴를 발표했다.